# Ignazio Perricci
Ignazio Perricci (Monopoli, 18 dicembre 1834 – Napoli, 4 maggio 1907) è stato un artista, decoratore e scultore italiano.

## Biografia
Nacque e visse la sua infanzia a Monopoli. Dopo aver compiuto gli studi della scuola dell'obbligo, divenne allievo del decoratore Antonio Conti  originario del comasco, che all'epoca operava nella sua città e da lui apprese i primi rudimenti dell'attività artistica. L'esperienza con Conti lo entusiasmò e lo incoraggiò a trasferirsi a Napoli.
Frequentò l'Istituto di belle arti e studiò pittura ed architettura, bene inserendosi nell'ambiente artistico partenopeo.
Fecondo pittore, scultore, decoratore, architetto, insegnò pittura ornamentale e decorativa dal 1869 fino al 1907, anno della sua morte e divenne, a pieno titolo caposcuola della Scuola Decorativa Partenopea.
Fu fondatore con Gaetano Filangieri iunior, Filippo Palizzi e Domenico Morelli del Museo Artistico Industriale, dove anche insegnò per alcuni anni. Fu membro del Real Istituto d'Incoraggiamento.
Ammirava ed amava l'arte classica, recandosi spesso a Roma che considerava fonte di perenne ispirazione. Il Perricci nelle sue opere si rifà ad un classicismo interpretato in modo originale, con dovizia di particolari e tecniche acquisite nella sua lunga e feconda esperienza di pittore, di scultore, di architetto e di decoratore, cercando sempre una completa e armoniosa sintesi e fusione dei suoi diversi modi espressivi.
Nel 1868 nacque la sua unica figlia Rosa, che poi andrà a vivere a Roma. 
Perricci morirà in solitudine a Napoli in via Riviera di Chiaia numero 14. I concittadini monopolitani riconobbero con un certo ritardo le sue qualità di grande e fecondo artista.

## Opere
Nel 1854, all'età di vent'anni decorò alcune parti della Villa Reale La Favorita di Portici sotto la direzione di Michele Gagliani e si impegnò nel restauro decorativo della Chiesa di Santa Brigida di Napoli.
Nel 1856 insieme al collega tranese Biagio Molinaro vinse il concorso per la decorazione della gran sala destinata alla Corte Suprema di Giustizia a Castel Capuano. Sempre con Biagio Molinaro decorò la Cattedrale di Troia e in seguito decorò il Teatro Comunale di Trani.
Esordì come pittore da cavalletto alla Prima Mostra della Promotrice Napoletana, esponendo nel 1862 un'opera ad olio: Savonarola al letto di Lorenzo dei Medici. Il dipinto fu acquistato dal Comune di Napoli e collocato nelle Sale del Palazzo San Giacomo.
Nel 1865 Giuseppe Fiorelli e Michele Ruggiero gli affidarono le decorazioni di alcune sale del Museo archeologico nazionale di Napoli. Nel 1869, insieme a Morelli, Alvino, Bobbio e Francesconi, progettò la culla per Vittorio Emanuele III, Principe di Napoli.

Ritratto di Franz Liszt ad opera di Ignazio Perricci.

Nel 1871, per ordine del cardinale Sisto Riario Sforza, provvide a decorare l'abside del Duomo di Napoli. A Napoli si dedicò alla decorazione di vari edifici nobiliari, tra i quali: il Palazzo Guevara di Bovino, il Palazzo Vonwiller, il Palazzo Caravita di Sirignano, la Villa Cilento, il Palazzo dei duchi di Cantalupo, la Villa Giulia e il Palazzo Ruffo di Castelcicala. Nell'esposizione Nazionale del 1877, ottenne il premio per il più fantasioso e ricco progetto per la sala dell'Ercole nella reggia partenopea.
A Monza decorò il Palazzo Reale, avvalendosi della collaborazione di Salvatore Postiglione e del discepolo Mario Borgoni. Fra il 1870 e il 1872 eseguì numerosi lavori al Castello Ducale di Corigliano Calabro: nella Sala del Trono, venne realizzato da Ignazio Perricci il Salone degli Specchi, capolavoro questo dell'arte decorativa barocco napoletana. Il soffitto è affrescato con effetto trompe-l'œil, con una prospettiva aperta su un cielo stellato, l'opera è denominata il "palcoscenico della vita".
A Roma tra il 1873 e il 1879 affrescò, con il suo allievo Rocco Ferrari di Montalto Uffugo, il meraviglioso Salone da Ballo, la Sala degli Specchi e altre stanze del Quirinale e alcune stanze di Palazzo Montecitorio. I bozzetti degli affreschi della sala degli specchi e tutta la corrispondenza tra Perricci e Ferrari, sono conservati nella collezione privata della famiglia Ferrari a Bari.
A Torino lavorò al Museo Civico e partecipò all'Esposizione Nazionale del 1880 con due dipinti: Faone tra le allieve di Saffo e La primavera, quest'ultimo conservato nel Municipio di Monopoli nella stanza del Sindaco.
Nel 1881, insieme a Morelli, Dalbono e all'architetto Raimondi, eseguì un progetto architettonico, presentato al Municipio di Napoli, per un Casinò artistico da realizzarsi nella Villa Comunale.
Tra i suoi ritratti più interessanti si distingue un vigoroso e ben riuscito Franz Liszt.

## Riconoscimenti
- La città di Monopoli gli dedica una strada.
- Gli viene intitolata la sala consiliare del Comune di Monopoli.
- Sulla sua casa natale, sita in via Barbacana, al civico 19, nel centro storico di Monopoli, è murata una lapide commemorativa.